# 승리 (가수)
승리(본명: 이승현, 본명 한자: 李昇炫, 1990년 12월 12일 ~ )는 대한민국의 전 가수로 보이 그룹 빅뱅의 전 멤버였다. YG 엔터테인먼트 소속으로 6개월여 간 연습생 기간을 거친 바가 있다. 빅뱅의 멤버로 활동하면서 일본에서 사용했던 예명은 V. I.로, Victory에서 따온 줄임말이다. 2019년 3월 11일, 버닝썬 게이트에 연루되면서 연예계에서 은퇴했다. 이후 징역 1년 6개월의 실형을 선고 받아 수감되었고, 2023년 2월 9일에 만기 출소했다.

## 생애

### 어린시절과 데뷔 과정
승리는 1990년 12월 12일, 광주 광산구에서 1남 1녀 중 첫째로 태어났다. 어린 시절 가수의 꿈을 키웠던 그는 정암초등학교를 거쳐 천곡중학교 시절 댄스 그룹의 "일화"의 멤버로서 활동했으며, 승리의 춤 실력은 익히 잘 알려져 있었다. 2005년 그는 제2의 신화를 발굴하는 리얼리티 서바이벌 오디션 프로그램 Mnet 《레츠 코크플레이 배틀신화》에 지원했다. 그는 자신의 춤 실력에 자신감이 있었지만, 신화 멤버가 직접 6명의 멤버를 뽑아 남성 아이돌 그룹으로 데뷔시키는 프로젝트에 그는 실력 부족이라는 결과로 최종 탈락했다. 이후 승리는 오디션을 통해 YG 엔터테인먼트의 연습생으로 발탁되었고, 2006년 다큐멘터리 형식으로 제작 된 서바이벌 프로그램 《리얼다큐 빅뱅(BIGBANG)》에 출연했다. 하지만 9회에서 장현승(현재의 트러블메이커 멤버)와 함께 최종 멤버로는 탈락했는데, 탈락 위기 속에서 주어진 마지막 오디션 기회에서 빅뱅 멤버로서의 필요성 5가지 이유, 이전까지는 못보여준 자신의 노래 실력을 돋보여준 타샤니의 "하루하루"를 선보이는 등 다부진 각오를 밝히며 양현석 대표의 마음을 움직여 극적으로 지드래곤, 태양, T.O.P, 대성과 함께 YG 엔터테인먼트에서 제작하는 최초의 아이돌 힙합 그룹 BIGBANG의 멤버로 정식 합류하게 되었다. 승리는 빅뱅의 멤버 태양과 함께 그룹 내에서 가장 뛰어난 춤 실력을 보유하고 있다.
2007년 9월 재학 중이던 숭의고등학교를 자퇴했었던 그는 2009년 7월 고졸 검정고시에 합격해, 그해 10월에는 중앙대학교 연극영화학과에 수시모집에 특기자 전형 연기경력자 부문에서 23대1의 경쟁률을 뚫고 합격해 10학번으로 입학했지만 바쁜 연예 활동으로 국제사이버대학교 예체능학부 방송연예학과에 편입하였다.

### 2006년~2007년: 빅뱅 데뷔와 초기 활동

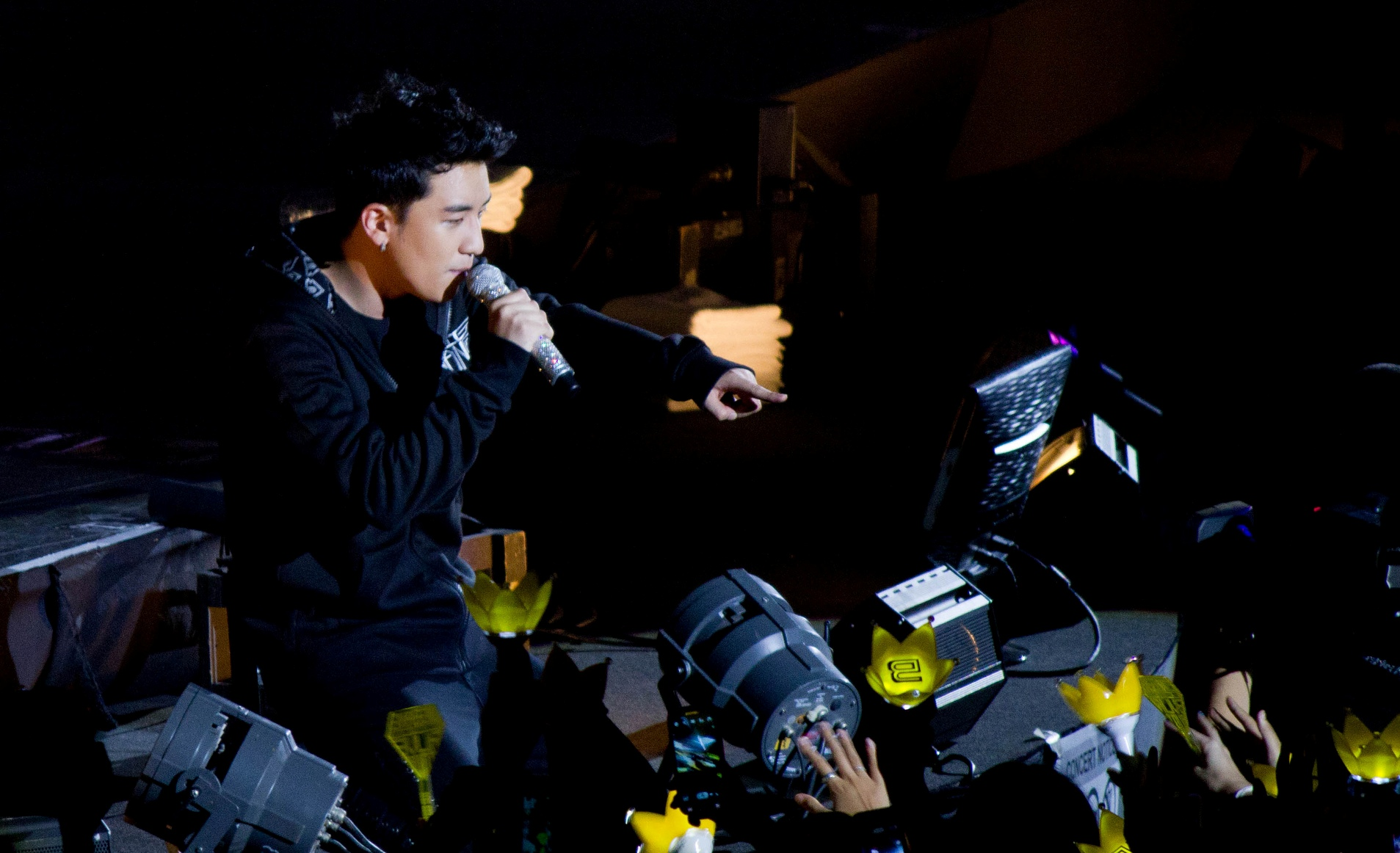
2012년 9월, "Alive World Tour" 공연 중인 승리.

빅뱅은 2006년 8월 19일 첫 싱글 〈Bigbang〉을 발표하였고, 같은 날 YG 패밀리 10주년 콘서트에서 첫 무대에 섰다. 2006년 9월 23일 음악 프로그램 《쇼! 음악중심》에서 공식 데뷔하였다. 승리는 그해 12월에 발매된 빅뱅의 첫 번째 정규 음반 《BIGBANG Vol.1》에 수록 된 "다음 날"로 첫 솔로 곡을 불렀다. 빅뱅은 2007년 그들의 첫 번째 EP 《Always》의 발매와 동시에 타이틀 곡 "거짓말"은 엄청난 메가히트를 기록했고, 이후 두 번째 EP 《Hot Issue》의 "마지막 인사"와 세 번째 EP 《Stand Up》의 "하루하루"가 연이어 차트 정상을 차지하며 최정상의 대세 그룹으로 우뚝 섰다.
승리는 빅뱅 멤버 중에서 가장 먼저 뮤지컬에 출연하였고, 《소나기》라는 작품으로 뮤지컬에 첫 도전하였다. 이후 그룹의 멤버 대성과 뮤지컬 《샤우팅》에 동반 출연할 예정이였지만, 뮤지컬 공연을 앞둔 8월, 대성의 갑작스런 교통사고 부상으로 동반 출연이 무산되었다. 승리는 그룹의 멤버 대성과 함께 MBC 음악 프로그램 《쇼! 음악중심》의 진행을 맡았다. 승리는 2009년 그의 영화 데뷔 작인 《우리 집에 왜 왔니》에 이어 그룹의 멤버 T.O.P과 함께 한일합작 텔레시네마 《19》에 출연했다. 이 영화는 2009년 11월 12일에 개봉되었다. "다음 날"로 첫 솔로 곡을 불렀던 그는 빅뱅의 두 번째 정규 음반 《Remember》에 수록 된 "Strong Baby"로 두 번째 솔로 곡을 발표했다. 이 곡으로 그는 빅뱅에서 어린 막내 멤버의 이미지를 벗고 성숙 된 모습을 보였다. 또한 음악 프로그램 《SBS 인기가요》에서 3주 1위(트리플크라운)를 달성하는 등 많은 사랑을 받으며, 솔로 가수로서 가능성을 엿봤다.

### 2011년:V.V.I.P
2011년 1월 20일, 승리는 첫 솔로 EP 음반 《V.V.I.P》을 발매했다. 이 음반은 "VVIP"와 "어쩌라고"의 더블 타이틀 곡으로 활동하였다. 승리는 총 7곡의 수록곡 중에서 6곡에 작사, 작곡에 참여하며 적극적으로 음반 작업에 참여했다. 그는 이 음반으로 《엠카운트다운》에서 트리플크라운을 달성했다. 승리는 그의 음반 활동을 마무리하고 빅뱅 멤버로서 컴백하였다.

### 2012년~2013년: 일본 활동과 빅뱅 활동 주력

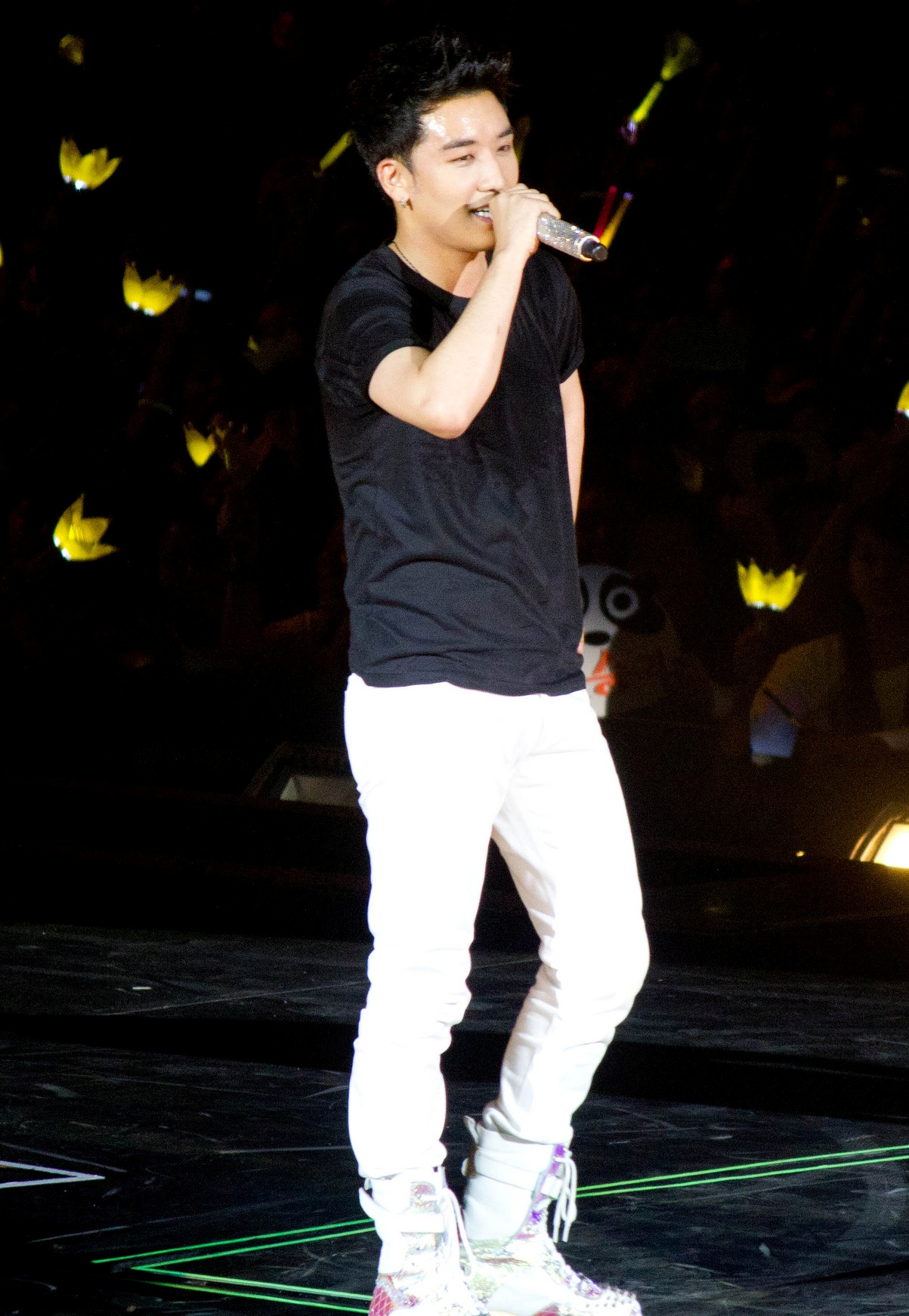
2012년 9월, "Alive World Tour" 공연 중인 승리.

승리는 2012년 7월 쯤부터 일본 버라이어티 방송에 출연하기 시작하며 그의 솔로로서 첫 활동을 시작했다. 요미우리 TV의 《요시모토 죠네쯔 코메디 TV노 우라가와데 오오사와기! 몬스터AD 훈토키》와 후지 TV의 《사키가게 온카쿠 반즈케》의 스페셜 MC를 맡았다. 이 방송에서 그는 오구리 슌, EXILE의 아키라, 타키모토 미오리, 타케이 에미, Perfume 등 일본의 유명인들을 인터뷰했다. 그해 8월 2일에는 케이블 채널 Space Show TV에서 《승리의 완전 승리 선언》이라는 자신의 이름을 건 프로그램을 진행했다. 2012년 8월 27일, 그는 도쿄에서 자신의 첫 번째 솔로 팬 미팅을 가졌다. 빅뱅의 멤버 대성이 무대에 올라 "Fantastic Baby"를 함께 부르며 서포트했다. 2012년 9월 9일에는 오사카에서 두 번째 솔로 팬미팅을 가졌는데, 팬미팅 사회는 승리의 완전 승리 선언 등 일본 방송활동 중에 연을 맺은 일본 개그맨들이 맡았다. 2012년 9월 1일에는 NTV 60주년 스페셜 드라마 《김전일 소년 사건부 - 홍콩구룡재보살인사건》에 승리가 합류하게 되었다는 기사가 언론에 발표되었다. 승리는 헤이! 세이! 점프의 야마다 료스케, 아리오카 다이키와 비비안 수 등과 출연했으며, 2013년 1월 12일에 방송 되었다. 이 작품은 2013 도쿄 드라마 어워드에서 최우수 드라마 SP(우수 작품상)을 수상했다.
승리는 2013년 초, 그룹의 멤버 대성과 일본 활동에 주력하고자 도쿄 숙소에서 거주했다. 2013년 7월 28일, YG 엔터테인먼트는 승리의 두 번째 EP 음반 《Let's Talk About Love》을 8월 19일에 발매한다고 발표했다. 그는 9월 말까지 한국에서 자신의 앨범을 홍보했으며, 승리는 2013년 10월 9일에 그의 첫 번째 일본어 음반 《Let's Talk About Love》을 발표했다. 그의 일본어 음반에는 한국에서 이전에 발매된 《Let's Talk About Love》의 수록 곡 외에도 그의 첫 EP 음반 《V.V.I.P》의 수록 곡들을 일본어로 새롭게 녹음했다. 또한 이 음반의 새로운 곡 "일본어: 空に描く思い"(하늘에 그리는 생각)'은 승리가 주연을 맡은 모바일 앱(UULA)에서 독점 방송 된 모바일 드라마 《유비코이~ 그대에게 보내는 메시지》의 주제가로 기용되었다. 이 드라마에서 그는 주연을 맡아 여배우 타키모토 미오리와 혼고 카나타와 연기했으며, 이것은 승리에게 있어 최초의 일본어 연기였다. 2013년 9월 23일, 승리는 일본에서 후지 TV 《인기녀 100》이라는 파일럿 프로그램의 진행을 야마자키 히로시와 함께 맡았다. 이것은 해외 연예인으로 최초로 일본 지상파 방송의 진행을 맡은 것이다.

### 2014년 이후
2014년 2월 28일, YG 엔터테인먼트는 승리가 SBS의 새 드라마 《엔젤 아이즈》에서 구혜선의 동료로 출연한다고 발표했다. 승리는 미국에서 태어나고 자란 한국계 미국인으로 119 구조대원의 꿈을 이루고자 한국으로 돌아온 청년 역할인 ‘서테디’를 연기했다.
네티즌들 사이에서 '승리 아카데미'라고 불리는 '플러그인뮤직 실용음악 학원' 원장이기도 하였다. (현재는 영업 중단 상태)

### 은퇴
2017년에 버닝썬이라는 클럽을 만들고 사업을 시작하였으나, 2019년 3월 11일, 클럽 버닝썬 사건과 관련하여 연예계 은퇴를 선언했다. 이로 인해 그룹 빅뱅 탈퇴 및 연예계 은퇴를 선언했다, 이 사건과 관련하여 성매매 알선 혐의로 수사를 받았다. 그리고 이 과정에서 지상파, 종편, 케이블 등 모든 방송사 출연정지 연예인 명단에 올랐다. 심지어 군 교도소에 수감되던 중에는 군 법정에서 자신의 혐의를 부인하였다. 출소 후에는 화려한 생일파티를 여는 등 호화 생활을 즐기며 살고 있다.
출소 후에 캄보디아의 한 식당에서 굿보이 춤을 추고 사람들의 호응을 유도했다.

## 학력
- 정암초등학교
- 천곡중학교
- 명진고등학교 → 숭의과학기술고등학교 (자퇴 후 검정고시 합격)
- 중앙대학교 공연영상창작학부 연극전공 (2010학번 / 중퇴)
- 국제사이버대학교 방송연예학과

## 음반 목록
정규 음반
- 2013: Let's Talk About Love (일본 판)
- 2018: THE GREAT SEUNGRI

미니 음반 (EP)
- 2011: V.V.I.P
- 2013: Let's Talk About Love

## 음반 외 활동

### 뮤지컬
| 년도 | 제목        | 역할      |
| ---- | ----------- | --------- |
| 2008 | 《소나기》  | 소년 동석 |
| 2009 | 《샤우팅!》 | 승리      |

### 예능
| 년도      | 방송사               | 제목                                   | 역할                                  | 비고            |  |
| --------- | -------------------- | -------------------------------------- | ------------------------------------- | --------------- |  |
| 2008-2009 | MBC                  | 《쇼! 음악중심》                       | 진행                                  | with 대성       |  |
| 2010-2011 | MBC                  | 《일요일 일요일 밤에 - 오늘을 즐겨라》 | 진행                                  |                 |  |
| 2012      | 일본 스페이스샤워 TV | 《V.I from BIGBANG》                   | 진행                                  |                 |  |
| 2012-2013 | 일본 후지 TV         | 《사키가케! 온가쿠반즈케 에이트》      | 진행                                  | 스페셜 MC       |  |
| 2013      | 일본 TBS             | 《산마의 슈퍼 카라쿠리TV》             | 진행                                  | 스페셜 MC       |  |
| 2013      | 일본 후지 TV         | 《모테죠 100》                         | 진행                                  |                 |  |
| 2018      | MBC                  | 《나 혼자 산다》                       | 게스트                                | 235, 236, 274회 |  |
| 2018      | MBC                  | 《미스터리 음악쇼 복면가왕》           | 우리 엄만 내가 제일 예쁘대요 고슴도치 | 7월 29일        |  |

### 드라마
| 년도      | 방송사                   | 제목                                            | 역할                  | 비고           |
| --------- | ------------------------ | ----------------------------------------------- | --------------------- | -------------- |
| 2011      | MBC                      | 《빛과 그림자》                                 | 안재수                | 카메오, 9-10화 |
| 2013      | NTV 60주년 스페셜 드라마 | 《킨다이치 소년 사건부 - 홍콩구룡재보살인사건》 | 김영동                | 조연           |
| 2013-2014 | 모바일 앱 드라마         | 《유비코이~ 그대에게 보내는 메시지》            | 한국인 유학생, 한승호 | 주연           |
| 2014      | SBS                      | 《엔젤 아이즈》                                 | 테디서                | 조연           |

### 영화
| 년도 | 제목                  | 역할   | 비고                |
| ---- | --------------------- | ------ | ------------------- |
| 2009 | 《19-Nineteen》       | 박민서 | 한일합작 텔레시네마 |
| 2009 | 《우리 집에 왜 왔니》 | 박지민 |                     |

## 수상 내역
| 연도   | 수상 내역                           |
| ------ | ----------------------------------- |
| 2009년 | - 《제3회 더 뮤지컬 어워즈》 인기상 |
| 2018년 | - SBS 연예대상 씬스틸러상           |

### 가요 프로그램 1위
| 연도            | 수상 내역 (총 12회) |
| --------------- | --- |
| 2009년 (총 7회) | - Strong Baby (총 7회) - 1월 22일 M.net 《엠카운트다운》 1위 - 2월 5일 M.net 《엠카운트다운》 1위 - 2월 19일 M.net 《엠카운트다운》 1위 (트리플 크라운) - 2월 26일 M.net 《엠카운트다운》 1위 (2월의 Only One Song) - 2월 15일 SBS 《인기가요》 뮤티즌송 - 2월 22일 SBS 《인기가요》 뮤티즌송 - 3월 1일 SBS 《인기가요》 뮤티즌송 (트리플 크라운) |
| 2011년 (총 5회) | - V.V.I.P (총 1회) - 1월 27일 M.net 《엠카운트다운》 1위 - 어쩌라고 (총 4회) - 2월 3일 M.net 《엠카운트다운》 1위 - 2월 6일 SBS 《인기가요》 뮤티즌송 - 2월 10일 M.net 《엠카운트다운》 1위 - 2월 13일 SBS 《인기가요》 뮤티즌송 |

## 사건 및 논란

### 버닝썬폭행 및 성접대 의혹

#### 버닝썬폭행 사건
승리가 운영하였던 강남의 클럽 "버닝썬"에서 20대 남성이 ‘집단 폭행’논란에 휩싸였다. 28일 방송된 MBC 뉴스데스크에서는 서울 강남구 역삼동 "버닝썬"에서 보안 요원들에게 집단 폭행을 당한 20대 손님 김상교 씨가 오히려 가해자가 됐다는 내용을 보도했다. 공개된 CCTV 영상에는 보안요원들이 한 남성을 클럽 밖으로 끌고 나오고 클럽 이사 장 모 씨가 이 남성을 폭행하는 모습이 담겨있다. 피해자 김상교 씨는 "가드(보안 요원)들이 도와주고 한 명이 주도적으로 저를 때렸다. 수치스러웠다."라고 말했다. 상해진단서를 받은 김상교 씨는 갈비뼈 3대 골절과 함께 전치 5주 진단을 받았다. 하지만 신고를 받고 출동한 경찰은 클럽 관계자와 이야기를 주고받은 후 김상교 씨에게 수갑을 채웠다고 한다. 이에 대해 김상교 씨는 경찰이 자신을 그냥 취객 취급했으며 얘기를 안 들어줬다고 호소했다. 김상교 씨는 보안 요원들이 경찰에 “ ‘자기네 들은 때린 적 없다’고 했다”고 했다며 당시 상황을 전했다. 또 경찰은 클럽 안에도 들어가지 않고 CCTV 등을 확인하지도 않은 채 김상교 씨를 체포해 물의를 빚고 있다. 이에 클럽 측은 “김상교 씨가 성추행을 했느니 안 했느니를 놓고 다른 손님과 시비가 붙어, 성추행 가해자로 지목된 김상교 씨를 밖으로 데리고 나와 때렸다”며 폭행 사실을 인정했다. 경찰 관계자도 “(당시)김상교 씨는 흥분된 상태에서 쓰레기를 발로 차며 업무 방해를 해 클럽 측에서 업무 방해 부분 피해를 주장, 이를 제지하는 과정에서 체포에 불응해 현행범으로 체포를 했다”며 당시 상황을 설명했다. 경찰은 현재 이 사건을 쌍방 폭행으로 조사했다. 보도 이후 온라인 커뮤니티에는 해당 클럽이 빅뱅 승리가 운영 중인 곳으로 알려지면서 승리의 공식적인 입장문을 요구하는 누리꾼들의 목소리가 커지고 있었다.

#### 성접대 의혹
2019년 3월 10일 서울지방경찰청은 성매매알선 등 행위의 처벌에 관한 법률 위반 혐의로 승리를 입건하였다.
2019년 3월 11일 승리가 버닝썬 사건과 관련하여 연예계 은퇴를 선언했다. 해당 카카오톡 단체 대화방에 다른 연예인들이 함께 있었던 것으로 밝혀졌다. 그리고 경찰은 성매매 특별법 위반 혐의로 출국금지 조치했다.
2020년 1월 8일 검찰은 성폭력범죄의 처벌 등에 관한 특례법 위반 등 7가지 혐의로 승리에게 구속영장을 청구했으나 기각되었다.
3월 9일 청성신병교육대에 입소하여 5주간 기초 군사훈련을 받고 5군단 예하 부대에 들어갔다.
승리는 2013년 12월부터 약 3년 반 동안 미국 라스베거스 등지에서 여러 차례 도박을 한 혐의(상습도박)와 도박자금을 달러로 빌리면서 사전신고를 하지 않은 혐의(외국환거래법 위반)로 기소됐다. 여기에는 2015년 9월~2016년 1월 해외 투자자에게 성매매를 알선한 혐의, 카카오톡으로 여성의 신체사진을 전송한 혐의 등도 공소사실에 포함됐다.
승리와 라운지바 '몽키뮤지엄'을 운영한 유인석 전 유리홀딩스 대표는 5월 15일 서울중앙지법에서 열린 첫 공판에서 성매매 알선·횡령 등 혐의를 인정했다. 함께 재판에 넘겨진 유흥업소 여직원 최씨 등도 당시 재판에서 성매매를 알선 혐의와 관련된 사실관계를 인정했다.
서울중앙지법 제26형사부는 5월 15일 승리 관련 재판을 제5군단사령부 보통군사법원으로 이송했으나 직접 재판을 맡지 않고 상급부대인 지상작전사령부 보통군사법원으로 이첩해 6월 23일 사건을 접수했다.
승리는 군사법원에서 2013년 12월부터 약 3년 반 동안 미국 라스베이거스 등지에서 여러 차례 도박을 한 혐의(상습도박)와 도박자금을 달러로 빌리면서 사전신고를 하지 않은 혐의(외국환거래법 위반)로 기소됐다.
죄목: Δ특정경제범죄가중처벌등에관한법률위반(횡령) Δ식품위생법위반 Δ업무상횡령 Δ성폭력범죄의처벌등에관한특례법위반(카메라등이용촬영) Δ성매매알선등행위의처벌에관한법률위반(성매매알선등) Δ상습도박 Δ외국환거래법위반 Δ성매매알선등행위의처벌에관한법률위반(성매매)
관련기사